# Edvard Ottosen Schwartzkopf
Edvard Ottosen Schwartzkopf, född 1700 i Manger, Norge, död i oktober 1753, var en dansk-norsk lärare och författare. Han arbetade som lärare i Köpenhamn. Psalmförfattare representerad i danska Psalmebog for Kirke og Hjem. Översatte Gerhard Tersteegens text till den danska psalmen Kom, brødre, lad os ile.